# Issaquah

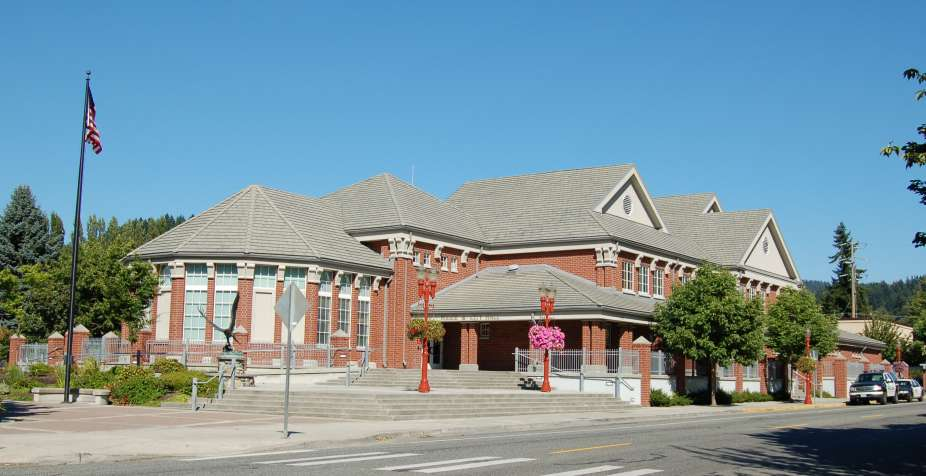
Ayuntamiento de Issaquah

Issaquah es una ciudad del condado de King, Washington, Estados Unidos. Su población según el censo del año 2010 era de 30 434 personas.
De acuerdo con la Oficina Estatal de Dirección Financiera de Washington, Issaquah es sexta (sobre 279 regiones) en crecimiento de población entre los años 2000 y 2005. Forbes.com clasificó a Issaquah cono el segundo suburbio del estado de mayor crecimiento, y el 89.º del país.

## Historia
Issaquah es una anglicanización de un nombre en el idioma indio nativo, que significaba “canto de aves”.
La ciudad fue establecida oficialmente el 29 de abril de 1892. En sus inicios era un pequeño pueblo minero, pero desde entonces ha cambiado notablemente tanto en apariencia como en sus fuentes económicas. Issaquah fue creada inicialmente para mantener la cercana explotación minera de Tiger Mountain, comenzando como el pueblo de Gilman (Washington). Cuando a finales de los años 1890 los depósitos mineros se acercaban a su agotamiento, otras empresas comenzaron a aprovechar el potencial de Issaquah para un lucrativo negocio en torno a la madera. Estas compañías exportaban la madera desde Issaquah y otros pueblos cercanos a Seattle y rápidamente fueron creciendo comunidades mayores por todo el oeste de Washington. Sin embargo estas industrias, inicialmente de gran auge y crecimiento, cayeron en un periodo de estancamiento hacia los años de la Gran Depresión. La ciudad continuó siendo apacible en las décadas siguientes, con la empresa Boeing como la mayor creadora de empleo de la zona. Microsoft y otras industrias tecnológicas se trasladaron hasta Redmond (Washington) y otras ciudades del entorno, y más tarde comenzaron proyectos en el mismo Issaquah. Ambos, Boeing y Microsoft, han afectado significativamente a la historia, cultura y población de Issaquah a través de su activa participación en la comunidad y su capacidad de atraer residentes a la zona. En junio de 1996, Costco trasladó su sede central a Issaquah desde la vecina Kirkland (origen de su marca Kirkland Signature).
Un hecho a destacar es que el primer hidroavión fabricado en madera por Boeingo fue construido por empleados de Issaquah y despegó desde el lago Sammamish (situado junto al borde norte del centro de Issaquah).
Otras empresas de Issaquah son la División de Ultrasonidos de la Siemens Medical Solutions, el fabricante de caramelos Boehm's Candies, la empresa de lácteos Darigold, y la empresa familiar de licores Hedges.

## Geografía
Issaquah está situado en 47°32′8″N 122°2′36″O / 47.53556, -122.04333, en el borde sur del lago Sammamish. Se encuentra cerca de las ciudades de Bellevue y Redmond, ambas a unos 13 kilómetros, y a 27 kilómetros al este del centro de Seattle y el arroyo Issaquah lo traspasa.
Según la Oficina del Censo de los Estados Unidos, tiene una superficie de 21,9 km² (8,4 mi²). 21,8 km² (8,4 mi²) es tierra firme y el restante 0,1 km² (0,04 mi²), un 0,35 %, está cubierto por aguas superficiales.
Issaquah está rodeada por tres de sus lados por los Alpes de Issaquah: la Montaña Cougar por el oeste, la Montaña Squak al sur, y la Montaña Tiger al este. En su lado norte de Issaquah está el lago Sammamish. En la Montaña Cougar hay varias poblaciones grandes, mientras que en las Montañas Squak y Tiger hay muchos asentamientos menores. Los geólogos han observado que la composición química y geológica de estos tres montes son muy diferentes de la Cadena Cascada, simplemente porque no son de origen volcánico, mientras que ésta parece haber sido formada enteramente por la acción volcánica. Se piensa que estos tre montes son los restos de una cadena montañosa mucho más antigua destruida hache tiempo por terremotos, volcanes y movimientos de placas tectónicas.

### Comunicaciones
Issaquah está atravesada por la autovía Interestatal 90 que va desde Seattle hasta Boston, y por la carretera 900, que conecta la ciudad con la vecina Renton. Prestan algunos servicios de autobuses las empresas Sound Transit y King County Metro, pero por lo general no es sencillo moverse por la zona en transporte público. Hay un problema crónico con los atascos de tráfico en Front Street, que atraviesa el centro histórico de la ciudad. Se han hecho propuestas para crear una circunvalación, pero sus detractores argumentan que provocará que aumenten las zonas residenciales fuera del casco urbano y que esto derivará en mayor tráfico y contaminación.

#### Tranvía del valle de Issaquah
El tranvía del valle de Issaquah es un proyecto de algunos vecinos para establecer un servicio regular de tranvía en una sección de ferrocarril abandonada en el casco urbano de Issaquah junto con una extensión al norte de raíles haste el burde sur del lago Sammamish. Este proyecto se sumaría al encanto del centro histórico, además de facilitar el acceso de residentes y turistas, evitando las zonas de mayor congestión de tráfico. El objetivo hubiese sido extender el servicio todo el camino hasta el centro de Redmond reinstalando los raíles a través de la orilla este del lago Sammamish que fue desmantelada por el condado muchos años atrás, pero la inauguración del Senderodel lago Sammamish este en marzo de 2006 a lo largo de esa línea propuesta acabó con la posibilidad de ese servicio Issaquah-Redmond. En agosto de 2007, se habían comprado varios vagones, aunque ninguno de ellos en funcionamiento. Uno es un tren de vía estrecha que no es compatible con los restantes raíles de la ciudad. No está claro cuándo podrán ser puestos en servicio para turismo o transporte urbano, si es que llegan a usarse.
Desde agosto de 1995 la ciudad, en colaboración con King County Metro, proporciona un autobús gratuito que llega a todas las principales áreas de compras de la ciudad, que proporciona un cierto alivio para los residentes y a los que desean hacer compras o comer en las abundantes tiendas y restaurantes.

## Ciudades hermanadas
- Sunndal, Noruega ()
- Chauen, Marruecos ()